# Post Office Protocol
Il Post Office Protocol (detto anche POP) è un protocollo di livello applicativo di tipo client-server che ha il compito di permettere, mediante autenticazione, l'accesso da parte del client ad un account di posta elettronica presente su un host server e scaricare le e-mail dell'account stesso. Il protocollo per inviare posta è invece il protocollo SMTP.

## Descrizione
Il POP (nella versione 3) rimane in attesa sulla porta 110 dell'host (di default, ma può anche essere diversa) per una connessione TCP da parte di un client.
I messaggi di posta elettronica, per essere letti, devono essere scaricati sul computer (questa è una notevole differenza rispetto all'IMAP), anche se è possibile lasciarne una copia sull'host. In pratica, il client, attraverso un account configurato POP, accede al server remoto e salva in locale i messaggi (definitivamente e non, come fa il protocollo IMAP, in una sorta di cache).
Anche con il protocollo POP3 si può impostare la cifratura, per evitare che le password utilizzate per l'autenticazione fra server e client passino "in chiaro". L'estensione APOP utilizza MD5 come framework.
Oltre che con un classico client, un account di posta in entrata con protocollo POP può essere configurato in qualsiasi applicazione software che possa ricevere posta elettronica.

## Esempio di comunicazione POP3
Dopo aver stabilito una connessione tra il mittente (il client) e il destinatario (il server), ciò che accade è l'apertura di una sessione POP3. Nella successiva conversazione, qualsiasi cosa inviata dal client è preceduta con "C:", mentre qualsiasi cosa inviata dal server è preceduta da "S:". Su molti computer si può stabilire una connessione mediante il comando telnet:
```
telnet www.example.com 110
```

Questo comando apre un collegamento POP3 verso l'host www.example.com.
```
S:+OK <22593.1129980067@example.com>
C:USER pippo
S:+OK
C:PASS pluto
S:+OK
C:LIST
S:+OK
  1 817
  2 124
  .
C:RETR 1
S:+OK
  Return-Path: <pippo@example.org>
  Delivered-To: pippo@example.org
  Date: Sat, 22 Oct 2005 13:24:54 +0200
  From: Mario Rossi <mario@rossi.org>
  Subject: xxxx
  Content-Type: text/plain; charset=ISO-8859-1
  
  testo messaggio
  .
C:DELE 1
S:+OK
C:QUIT
S:+OK
```